# Brandon (Florida)
Brandon és una concentració de població designada pel cens dels Estats Units a l'estat de Florida. Segons el cens del 2007 tenia 90.470 habitants.

## Demografia
Segons el cens del 2000, Brandon tenia 77.895 habitants, 28.807 habitatges, i 21.374 famílies. La densitat de població era de 1.047,2 habitants per km².
Dels 28.807 habitatges en un 38,1% hi vivien nens de menys de 18 anys, en un 58,7% hi vivien parelles casades, en un 11,7% dones solteres, i en un 25,8% no eren unitats familiars. En el 19,6% dels habitatges hi vivien persones soles el 4,5% de les quals corresponia a persones de 65 anys o més que vivien soles. El nombre mitjà de persones vivint en cada habitatge era de 2,68 i el nombre mitjà de persones que vivien en cada família era de 3,1.
Per edats la població es repartia de la següent manera: un 26,9% tenia menys de 18 anys, un 8,5% entre 18 i 24, un 33,5% entre 25 i 44, un 22,4% de 45 a 60 i un 8,7% 65 anys o més.
L'edat mediana era de 34 anys. Per cada 100 dones de 18 o més anys hi havia 90,9 homes.
La renda mediana per habitatge era de 51.639 $ i la renda mediana per família de 56.931 $. Els homes tenien una renda mediana de 37.454 $ mentre que les dones 28.935 $. La renda per capita de la població era de 22.080 $. Entorn del 3,9% de les famílies i el 5,4% de la població estaven per davall del llindar de pobresa.

## Poblacions més properes
El següent diagrama mostra les poblacions més properes.